# Ігор Воєвідка
Ігор Воєвідка (англ. Ihor Voyevidka; нар. 1 березня 1940; Краків) — американський лікар українського походження, акушер-гінеколог, член Українського лікарського товариства Північної Америки, громадський діяч. Син Ярослава Воєвідки.

## Біографія
Народився 1 березня 1940 року у Кракові.
У 1949 році разом з батьками емігрував до США.
У 1963 році закінчив Геленський коледж (штат Монтана), згодом також навчався у Вашингтонському католицькому університеті.
Навчався медицині у Віденському університеті. Удосконалював знання у медичних центрах міста Піттсфілд (штат Массачусетс) та Чикаго.
У 1971 році отримав науковий ступінь доктор медицини.
До 1976 спеціалізувався у гінекологічній онкології у Нью-Йорку. У той час працює інструктором, асист.-проф., від 1979 — клінічний асист.-проф. Невадського університету (м. Ріно).
У 2001—2003 роках був президентом Українського лікарського товариства Північної Америки.
Після смерті Омеляна Антоновича, Ігор Воєвідка став президентом Фундації Антоновичів.

## Нагороди
- орден «За заслуги» ІІІ ступеня (22 серпня 2016) — за вагомий особистий внесок у зміцнення міжнародного авторитету Української держави, популяризацію її історичної спадщини і сучасних надбань та з нагоди 25-ї річниці незалежності України[4];